# Charlotte Perkins Gilman
Charlotte Perkins Gilman (Hartford (Connecticut), 3 juli 1860 – 17 augustus 1935) ook bekend als Charlotte Perkins Stetson, was een prominent Amerikaans feminist, socioloog en auteur van literatuur, korte verhalen en non-fictie. Haar bekendste werk is het korte verhaal "The Yellow Wallpaper" dat ze schreef naar aanleiding van een heftige periode van post-partumdepressie en psychose.

## Levensloop
Gilman was de dochter van Mary Fitch Westcott en Frederic Beecher Perkins. Haar vader verliet tijdens Gilmans jonge jaren het gezin en liet hen achter in een staat van armoede. Het gezin kreeg in deze periode steun van verscheidene tantes van vaders kant waaronder de feministe Isabella Beecher Hooker, de auteur van De hut van Oom Tom (Uncle Tom's Cabin) Harriet Beecher Stowe en de opvoedkundige Catharine Beecher. Gilman genoot onderwijs aan verschillende scholen, maar verliet school op vijftienjarige leeftijd. Tijdens haar jeugd bevond ze zich vaak in bibliotheken en ontwikkelde ze een liefde voor literatuur die, later, door haar vader van afstand aangewakkerd werd. Toen ze achttien was volgde ze een opleiding tot vormgever in Rhode Island waarna ze in haar levensonderhoud kon voorzien door het verkopen van zogenaamde 'trade cards', een voorloper van het moderne visitekaartje.
In 1884 trouwde ze met artiest Charles Walter Stetson en een jaar later werd hun enige kind, Katharine Beecher Stetson, geboren. Na de bevalling leed Gilman aan een heftige post-partumdepressie die, door de gebrekkige medische wetenschap van die tijd, als hysterie werd bestempeld. In 1888 gingen Gilman en Stetson uit elkaar wat voor die tijd zeer ongebruikelijk was. Gilman verhuisde samen met haar dochter naar Pasadena, Californië (VS). Hier raakte ze betrokken bij verschillende feministische en reformistische bewegingen waaronder the Woman's Alliance en the Economic Club.
In 1894, het jaar van de officiële scheiding, ging Katharine bij haar vader en diens nieuwe vrouw Grace Ellery Channing wonen. Gilman had progressieve ideeën over het ouderschap en vond het terecht dat haar dochter de kans kreeg om ook met haar vader een band op te bouwen. Na de dood van haar moeder herenigde Gilman met een lang uit het oog verloren neef, Houghton Gilman. In 1900 trouwden Charlotte en Houghton waarna ze naar New York verhuisden. In 1934, na de dood van Houghton, verhuisde Gilman naar Pasadena om bij haar dochter te zijn. Gilman was een voorstander van euthanasie en nadat ze zelf in 1932 gediagnosticeerd was met ongeneesbare borstkanker, nam ze op 17 Augustus 1935 een overdosis chloroform.

## Loopbaan
In Pasadena, waar ze na haar breuk met Charles kwam te wonen, raakte Gilman betrokken bij socialistische en feministische verenigingen. Ze werd vervolgens afgevaardigd naar verschillende feministische en socialistische congressen. In 1890 publiceerde ze een satirisch gedicht "Similar Cases" in The Nationalist Magazine. In ditzelfde jaar schreef Gilman vijftien essays, gedichten, een novella en haar bekendste werk "The Yellow Wallpaper". Tevens gaf ze lezingen die haar voornaamste bron van inkomsten vormden.

### The Yellow Wallpaper
Haar bekendste werk "The Yellow Wallpaper", geschreven in twee dagen in 1890, werd in 1892 gepubliceerd in the New England Magazine. Sindsdien is het talloze keren gepubliceerd in bundels over feministische en Amerikaanse literatuur. Tevens wordt het veel gebruikt in school- en studievakken. Het verhaal gaat over een jonge vrouw die lijdt aan psychoses na maanden grotendeels in één kamer opgesloten gezeten te hebben wat, volgens de diagnose van haar arts/man, haar gezondheid ten goede zou komen. De naamloze protagonist raakt langzaamaan geobsedeerd door het lelijke gele behang in haar kamer. Gilman schreef "The Yellow Wallpaper" ter aanleiding van haar eigen ervaring met post-partumdepressie en psychose en de onsuccesvolle behandeling die zij kreeg van dokter Silas Weir Mitchell. In Gilmans dagboeken uit de tijd van haar ziekte is te lezen hoe ze ervoer dat ze leed aan "een hersenziekte" waardoor ze niet in staat was om voor zichzelf te zorgen of haar bed te verlaten. Op recept van haar dokter probeerde Gilman zich maanden uitsluitend bezig te houden met haar huiselijke taken als vrouw en moeder zonder te schrijven of schilderen. Als gevolg zakte ze dieper weg in depressie en leed ze aan suïcidale gedachtes waardoor het echtpaar Stetson op den duur besloot dat een scheiding nodig was zodat Charlotte haar gezondheid kon herwinnen zonder een last te zijn voor Charles en Katharine. Tijdens een retraite met haar dochter in 1888, merkte Gilman dat het beter ging onder vrijere omstandigheden. Na haar verhuizing naar Pasadena herstelde zij langzaam van de depressie. In "The Yellow Wallpaper" kaart Gilman aan hoe vrouwen niet serieus worden genomen in hun eigen ervaringen met psychische aandoeningen en hoe de behandelingen hiervan vaak nog schadelijker zijn dan de ziektes zelf.

### Andere werken
Gilmans eerste boek Art Gems for the Home and Fireside werd gepubliceerd in 1888. Het was echter haar eerste dichtbundel, In This Our World (1892), die haar bekendheid bracht. De jaren daarop kwam ze veel in de aandacht met lezingen over vrouwenvraagstukken, ethiek, mensenrechten en sociale hervorming. Deze thema's kwamen tevens terug in haar werken. Tussen 1894 en 1895 was Gilman actief als editor van het literaire weekblad The Impress. Vanwege de schande die haar leven als gescheiden vrouw en onconventionele moeder met zich meebracht kwam dit blad vroegtijdig aan haar eind. Deze ervaring, samen met haar lezingentoer, zette Gilman aan het denken over de rol van economie en financiële (on)afhankelijkheid met betrekking tot de ongelijkheid tussen de sekses. Ze stelde dit onderwerp aan de kaak in Women and Economics (1899). Dit boek werd een internationaal succes. In 1903 verscheen The Home: Its Work and Influence wat voortborduurde op de thema's van Women and Economics. Tussen 1909 en 1916 publiceerde Gilman haar (in totaal zesentachtig-nummerige) tijdschrift The Forerunner waarin ook haar eigen literatuur verscheen. Vanaf 1916 publiceerde ze tevens honderden artikelen in talloze Amerikaanse kranten. Vanaf 1925 werkte ze aan haar autobiografie die na haar dood in 1935 gepubliceerd werd.

## Feminisme

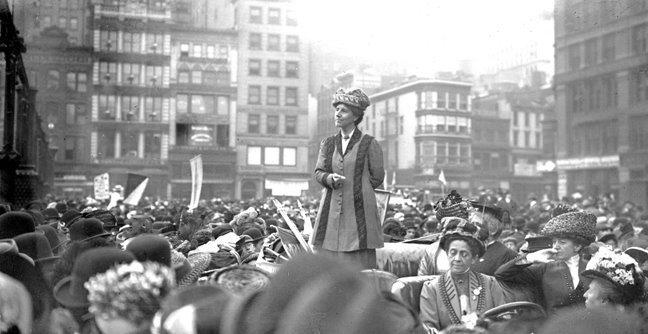
Charlotte Perkins Gilman tijdens de Suffrage demonstratie op het Union Square, New York

Gilman, een zelfbenoemd humanist, was van mening dat het patriarchaat, wat vrouwen verbande naar de huiselijke omgeving, onderdrukkend was. Ze gebruikte Darwins evolutietheorie om aan te duiden dat conventionele ideeën over de vrouw achterhaald en onjuist waren. In dit opzicht stond ze kritisch tegenover de scheiding van jongens- en meisjes activiteiten, kleding en speelgoed, omdat het kinderen klaarstoomde voor hun latere maatschappelijke rollen. Ze pleitte dan ook voor genderneutrale spullen voor kinderen. Gilman was van mening dat het vrouwelijk aandeel in de geschiedenis achter was gebleven door de beperkte mogelijkheden voor vrouwen. Ze was een voorstander van financiële onafhankelijkheid voor vrouwen, omdat dit ze de ruimte kon geven zich te ontplooien en bij te dragen aan de maatschappij. Wanneer vrouwen financieel onafhankelijk zouden zijn zouden niet alleen het publieke leven, maar ook de persoonlijke relaties tussen mannen en vrouwen verbeteren. De economische afhankelijkheid van de vrouw kwam volgens Gilman persoonlijke relaties niet ten goede. Gilman stelde ook hervormingen van huizen voor die de persoonlijke onafhankelijkheid èn man-vrouw relaties zouden bevorderen.
Als afgevaardigde voor verschillende feministische en socialistische organisaties reisde Gilman ook door Europa en woonde ze onder andere een internationaal vrouwencongres bij te Berlijn in 1904. Dat het werk van Gilman belangrijk was voor feministes wereldwijd blijkt ook uit het feit dat de Nederlandse Vereeniging voor Vrouwenkiesrecht (VvVK) Gilmans werk voordroeg tijdens vergaderingen en dat Aletta Jacobs, in die tijd voorzitter van de Amsterdamse afdeling van de VvVK, Women and Economics in 1900 naar het Nederlands vertaalde.

### Poezie
- 1893 - In This Our World. Oakland, McCombs & Vaughn
- 1911 - Suffrage Songs and Verses. New York, The Charlton Company

### Boeken
- 1888 - Gems of Art for the Home and Fireside. Providence: J. A. and R. A. Reid
- 1903 - The Home. Its Work and Influence. New York: McClure, Phillips, & Co.
- 1904 - Human work. New York, McLure, Phillips & Co.
- 1911 - The Man-Made World or, Our Androcentric Culture. New York: Charton Co.
- 1911 - Moving the Montain. New York, Charlton Company. Utopische roman

### In het Nederlands vertaald werk
- De economische toestand der vrouw : een studie over de economische verhouding tusschen mannen en vrouwen als een factor in de sociale evolutie. (Tjeenk Willink, 1900) Nederlandse vertaling van Women and economics. A study of the economic relation between men and women as a factor in social evolution (1899) door Aletta Jacobs.
- Over kinderen. (Tjeenk Willink & Zoon, 1904) Nederlandse vertaling van Concerning Children (1900) van Martina G. Kramers.
- Het gele behang. (De Bonte Was, 1977) Nederlandse vertaling van The yellow wallpaper (1892) Met nawoord door Elaine R. Hedges. Deze vertaling verscheen nadat The yellow wallpaper opnieuw was uitgebracht door The feminist press in 1973.
- Moederland (Sara, 1980) Nederlandse vertaling van Herland (1915) door Ank van Wijngaarden. Met een voorwoord van Ann J. Lane, auteur van een biografie over Charlotte Perkins Gilman ISBN 90-6328-034-3.

- Bibsys: 90091675
- Biblioteca Nacional de España: XX1149666
- Bibliothèque nationale de France: cb11904955k (data)
- Catàleg d'autoritats de noms i títols de Catalunya: 981058509510106706
- CiNii: DA02457663
- Gemeinsame Normdatei: 118897535
- International Standard Name Identifier: 0000 0003 5474 4921
- Library of Congress Control Number: n78079511
- Nationale Bibliotheek van Letland: 000044310
- MusicBrainz: 73327a93-0279-46c2-bc55-5347e4acc139
- Bibliotheek van het Japanse parlement: 00767441
- Nationale Bibliotheek van Tsjechië: kup20000000031592
- Nationale bibliotheek van Australië: 35280645
- Nationale Bibliotheek van Israël: 987007309635005171
- Nationale Bibliotheek van Polen: a0000002797581
- Nationale en Universitaire bibliotheek Zagreb: 000401494
- Nederlandse Thesaurus van Auteursnamen: 069016151
- Réseau des bibliothèques de Suisse occidentale: 02-A020278029
- LIBRIS: 188240
- SNAC: w6524nmh
- Système universitaire de documentation: 026891751
- Trove: 895536
- Union List of Artist Names: 500218291
- Virtual International Authority File: 59083135
- WorldCat: E39PBJwp3kdQCFRbFv3gmWgFrq